# Quadro de medalhas dos Jogos Pan-Americanos de 1955
| Quadro de Medalhas / Cidade do México 1955 | Quadro de Medalhas / Cidade do México 1955 | Quadro de Medalhas / Cidade do México 1955 | Quadro de Medalhas / Cidade do México 1955 | Quadro de Medalhas / Cidade do México 1955 | Quadro de Medalhas / Cidade do México 1955 |
| ------------------------------------------ | ------------------------------------------ | ------------------------------------------ | ------------------------------------------ | ------------------------------------------ | ------------------------------------------ |
| Posição                                    | País                                       | Ouro                                       | Prata                                      | Bronze                                     | Total                                      |
| 1                                          | USA Estados Unidos                         | 81                                         | 58                                         | 38                                         | 177                                        |
| 2                                          | Argentina                                  | 27                                         | 31                                         | 15                                         | 73                                         |
| 3                                          | MEX México                                 | 17                                         | 11                                         | 30                                         | 58                                         |
| 4                                          | CHI Chile                                  | 4                                          | 7                                          | 13                                         | 24                                         |
| 5                                          | CAN Canadá                                 | 4                                          | 4                                          | 3                                          | 11                                         |
| 6                                          | Venezuela                                  | 2                                          | 5                                          | 11                                         | 18                                         |
| 7                                          | Brasil                                     | 2                                          | 3                                          | 12                                         | 17                                         |
| 8                                          | Colômbia                                   | 2                                          | 3                                          | 1                                          | 6                                          |
| 9                                          | Cuba                                       | 1                                          | 6                                          | 6                                          | 13                                         |
| 10                                         | Panamá                                     | 1                                          | 1                                          |                                            | 2                                          |
| 11                                         | Guatemala                                  | 1                                          |                                            | 1                                          | 2                                          |
| 11                                         | República Dominicana                       | 1                                          |                                            | 1                                          | 2                                          |
| 13                                         | Uruguai                                    |                                            | 6                                          | 3                                          | 9                                          |
| 14                                         | Porto Rico                                 |                                            | 2                                          | 2                                          | 4                                          |
| 15                                         | Jamaica                                    |                                            | 2                                          | 1                                          | 3                                          |
| 16                                         | Antilhas Holandesas                        |                                            | 1                                          | 3                                          | 4                                          |
| 17                                         | Trinidad e Tobago                          |                                            | 1                                          | 1                                          | 2                                          |